# Intel Edison
Intel ® Edison — комп'ютер на базі технології Intel ® Quark з форм-фактором карт пам'яті SD. Новинка має вбудовані технології бездротової передачі інформації, підтримує різні операційні системи, представлена на ринку влітку 2014. За допомогою цього рішення розробники і підприємці зможуть оперативно створювати свою власну продукцію.
Перший зразок діє на основі 32-бітного х86-сумісного двоядерного процесора, виконаного за нормами 22-нанометрового техпроцесу. Робоча частота чипу становить 400 МГц.
Крім безпосередньо SoC Intel Quark, комп'ютер Intel Edison включає модулі бездротового зв'язку Wi-Fi і Bluetooth LE (Low Energy). ПК буде працювати з різними операційними системами, при цьому особливий акцент зроблений на підтримці ОС Linux і концепції Open Source, а також можливості роботи з власним магазином застосунків App Store.
В березні компанія Intel оновила версію комп'ютера Едісон — в ньому з'явився концентратор, який може об'єднувати датчики місця розташування, навколишнього середовища та освітлення. Модернізація зробила прямокутну плату комп'ютера більше на 1 міліметр з кожного боку — Intel Edison раніше можна було порівнювати з картою пам'яті. Intel тільки збирається почати поставки комп'ютерів Edison першої версії влітку 2014 року. Поява вдосконаленої моделі на графік ніяк не вплине.
У 2017 році компанія припинила розвиток комп'ютера.